# Carla Fernandes
Carla Fernandes (ur. 19 kwietnia 2003 w Londynie) – polska piosenkarka, autorka tekstów i kompozytorka pochodzenia polsko-hiszpańsko-portugalskiego.

## Życiorys
Urodziła się w Londynie. Jej matka jest Polką, natomiast ojciec, również urodzony w Londynie, wywodzi się z Hiszpanii i Portugalii. Wychowała się w Polsce w wielokulturowej rodzinie i posługuje się płynnie kilkoma językami, w tym polskim i hiszpańskim, natomiast jej językiem ojczystym jest angielski.
W 2021 roku rozpoczęła studia na profilu stomatologicznym w Warszawskim Uniwersytecie Medycznym. Po pierwszym roku studiów przeszła na urlop dziekański w celu dalszego rozwoju swojej kariery muzycznej.

## Kariera
Pod koniec 2018 roku wzięła udział w przesłuchaniach do drugiej edycji programu TVP2 The Voice Kids. Jako członkini drużyny Dawida Kwiatkowskiego dotarła do finału, który odbył się 23 lutego 2019. W finale programu zaprezentowała cover utworu Alessii Cary „Scars to Your Beautiful” i nie dostała się do czołowej trójki. Na początku marca 2020 premierę miał jej debiutancki singel „Jungle”. W tym samym roku dwukrotnie współpracowała z zagranicznymi artystami: w utworze „Por qué” gościnnie pojawił się Hiszpan Maikel Delacalle, a singel „Entera” wykonała wraz z Amerykaninem Mattem Hunterem. Polskojęzyczny debiut artystki nastąpił rok później, wraz z wydaniem utworu „OK”.
Pod koniec 2021 z okazji osiemnastych urodzin wydała EP-kę 18, która była muzycznym podsumowaniem jej niedorosłego życia i zawierała wszystkie single wydane po udziale w The Voice Kids. W wywiadzie dla Eski w 2022 roku w kontekście publikowania utworów po swoim udziale w programie dziecięcym wyraziła chęć „odcięcia się od wizerunku dziecka” oraz pokazania „artystycznej strony”. Również w 2022 wydany został singel „Mi amor”, który jest współpracą pomiędzy J.J. Abelem a Fernandes i znalazł się na ścieżce dźwiękowej filmu 365 dni: Ten dzień.
Jest członkinią kolektywu producencko-songwriterskiego Hotel Torino. Współpraca z Hotel Torino otworzyła ją na śpiewanie utworów w języku polskim. Wśród aktywności autorskiej w 2023 stworzyła muzykę i tekst m.in. do singla Wersow pt. „Ten jeden moment” oraz utworu „I Just Need a Friend”, który reprezentował Polskę w 21. Konkursie Piosenki Eurowizji Junior.
19 sierpnia 2025 głosami widzów zdobyla nagrodę Bursztynowego Słowika na Top of the Top Sopot Festival. Wykonała wówczas piosenkę „Co, jeśli?".

## Dyskografia

### Minialbumy
| Rok  | Dane dot. albumu                                                                                      |
| ---- | --- |
| 2021 | 18 - Wydany: 2 grudnia 2021 - Wytwórnia: Universal Music Polska - Format: digital download, streaming |

### Single

#### Jako główna artystka
| Rok                                                      | Tytuł                                              | Najwyższa pozycja na liście | Certyfikat             | Sprzedaż       | Album                                    |
| Rok                                                      | Tytuł                                              | POL Air.                    | Certyfikat             | Sprzedaż       | Album                                    |
| -------------------------------------------------------- | -------------------------------------------------- | --------------------------- | ---------------------- | -------------- | ---------------------------------------- |
| 2019                                                     | „To co ważne” (oraz AniKa Dąbrowska i Adam Kubera) | –                           |                        |                | –                                        |
| 2020                                                     | „Know Me Too Well”                                 | –                           |                        |                | –                                        |
| 2020                                                     | „Tusa”                                             | –                           |                        |                | –                                        |
| 2020                                                     | „Jungle”                                           | –                           |                        |                | 18                                       |
| 2020                                                     | „Casual”                                           | –                           |                        |                | 18                                       |
| 2020                                                     | „Por qué” (oraz Maikel Delacalle)                  | –                           |                        |                | 18                                       |
| 2020                                                     | „Entera” (oraz Matt Hunter)                        | –                           |                        |                | 18                                       |
| 2020                                                     | „Hasta la vista”                                   | –                           |                        |                | 18                                       |
| 2020                                                     | „Santa Tell Me”                                    | –                           |                        |                | –                                        |
| 2021                                                     | „Sweatpants”                                       | –                           |                        |                | 18                                       |
| 2021                                                     | „OK”                                               | –                           |                        |                | 18                                       |
| 2021                                                     | „Będzie co ma być”                                 | –                           |                        |                | 18                                       |
| 2022                                                     | „Amigo”                                            | –                           |                        |                | –                                        |
| 2022                                                     | „Step”                                             | –                           |                        |                | –                                        |
| 2022                                                     | „Siento”                                           | –                           |                        |                | –                                        |
| 2022                                                     | „Tonight” (oraz J.J. Abel)                         | –                           |                        |                | –                                        |
| 2024                                                     | „Do gwiazd” (oraz Oskar Cyms)                      | 3                           | - POL: platynowa płyta | - POL: 50 000+ | Akademia Pana Kleksa (ścieżka dźwiękowa) |
| 2024                                                     | „Chcę tu zostać”                                   | 14                          |                        |                | –                                        |
| 2024                                                     | „Więcej”                                           | 9                           |                        |                | –                                        |
| 2025                                                     | „Co, jeśli?”                                       | 5                           |                        |                | –                                        |
| „–” oznacza, że singel nie był notowany na danej liście. |                                                    |                             |                        |                |                                          |

#### Z gościnnym udziałem
| Rok  | Tytuł                                             | Album                                  |
| ---- | ------------------------------------------------- | -------------------------------------- |
| 2022 | „Mi amor” (J.J. Abel, gościnnie: Carla Fernandes) | 365 dni: Ten dzień (ścieżka dźwiękowa) |

## Nagrody i nominacje
| Rok  | Konkurs                            | Kategoria          | Tytułem                       | Rezultat | Źródło |
| ---- | ---------------------------------- | ------------------ | ----------------------------- | -------- | ------ |
| 2025 | On Air Music Awards                | Zespół/Duet Roku   | „Do gwiazd” (oraz Oskar Cyms) | Wygrana  | [ 28 ] |
| 2025 | On Air Music Awards                | Pop                | „Do gwiazd” (oraz Oskar Cyms) | Wygrana  | [ 28 ] |
| 2025 | Top of the Top Sopot Festival 2025 | Bursztynowy Słowik | „Co, jeśli?”                  | Wygrana  | [ 29 ] |